# Hofstetten bei Brienz
Hofstetten bei Brienz (toponimo tedesco) è un comune svizzero di 646 abitanti del Canton Berna, nella regione dell'Oberland (circondario di Interlaken-Oberhasli).

## Società

### Evoluzione demografica
L'evoluzione demografica è riportata nella seguente tabella:
Abitanti censiti

## Cultura

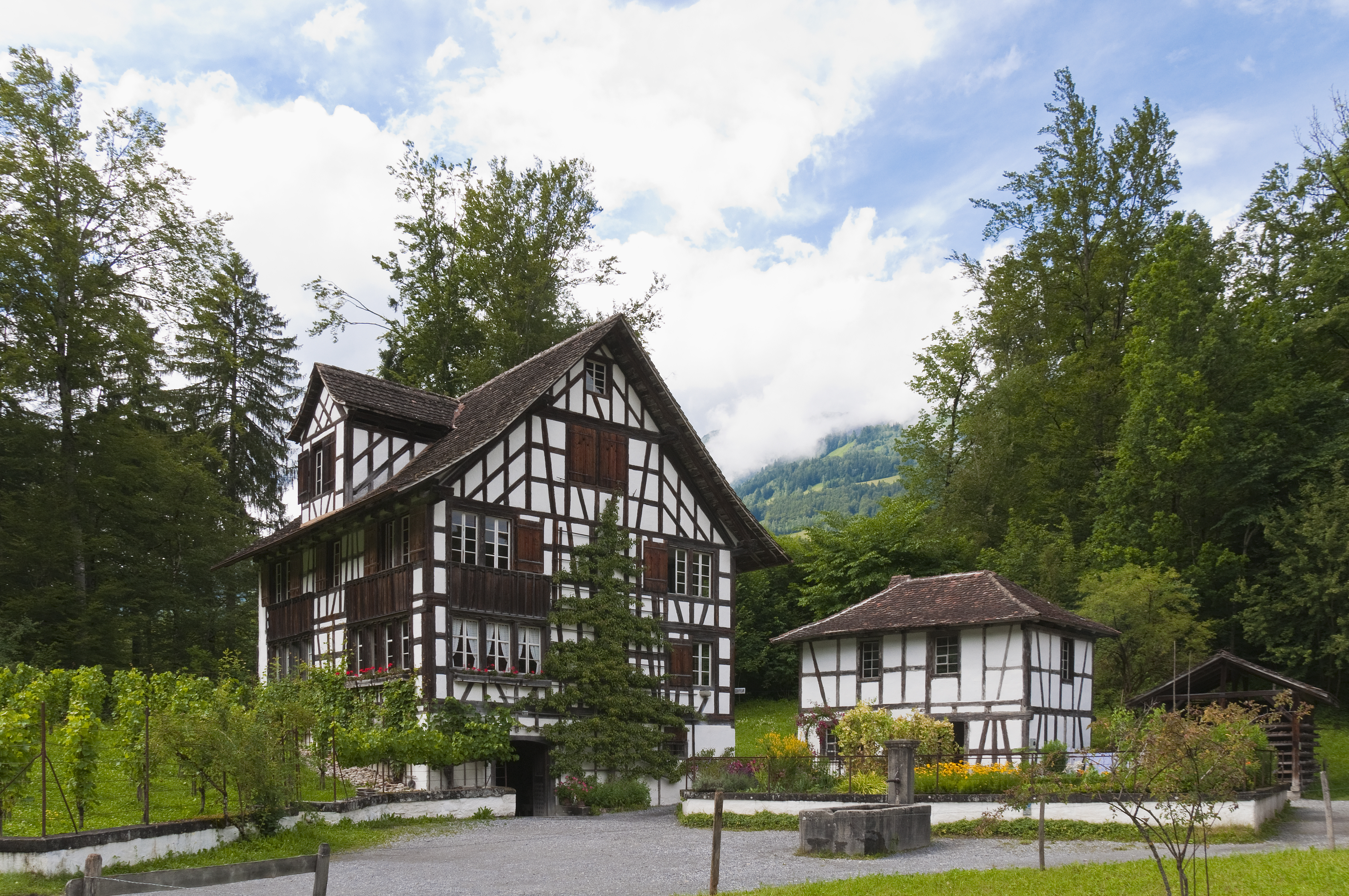
Il Freilichtmuseum Ballenberg

Hofstetten bei Brienz ospita il museo all'aperto Freilichtmuseum Ballenberg, aperto nel 1978.

## Amministrazione
Ogni famiglia originaria del luogo fa parte del cosiddetto comune patriziale e ha la responsabilità della manutenzione di ogni bene ricadente all'interno dei confini del comune.